# Wet-tail disease

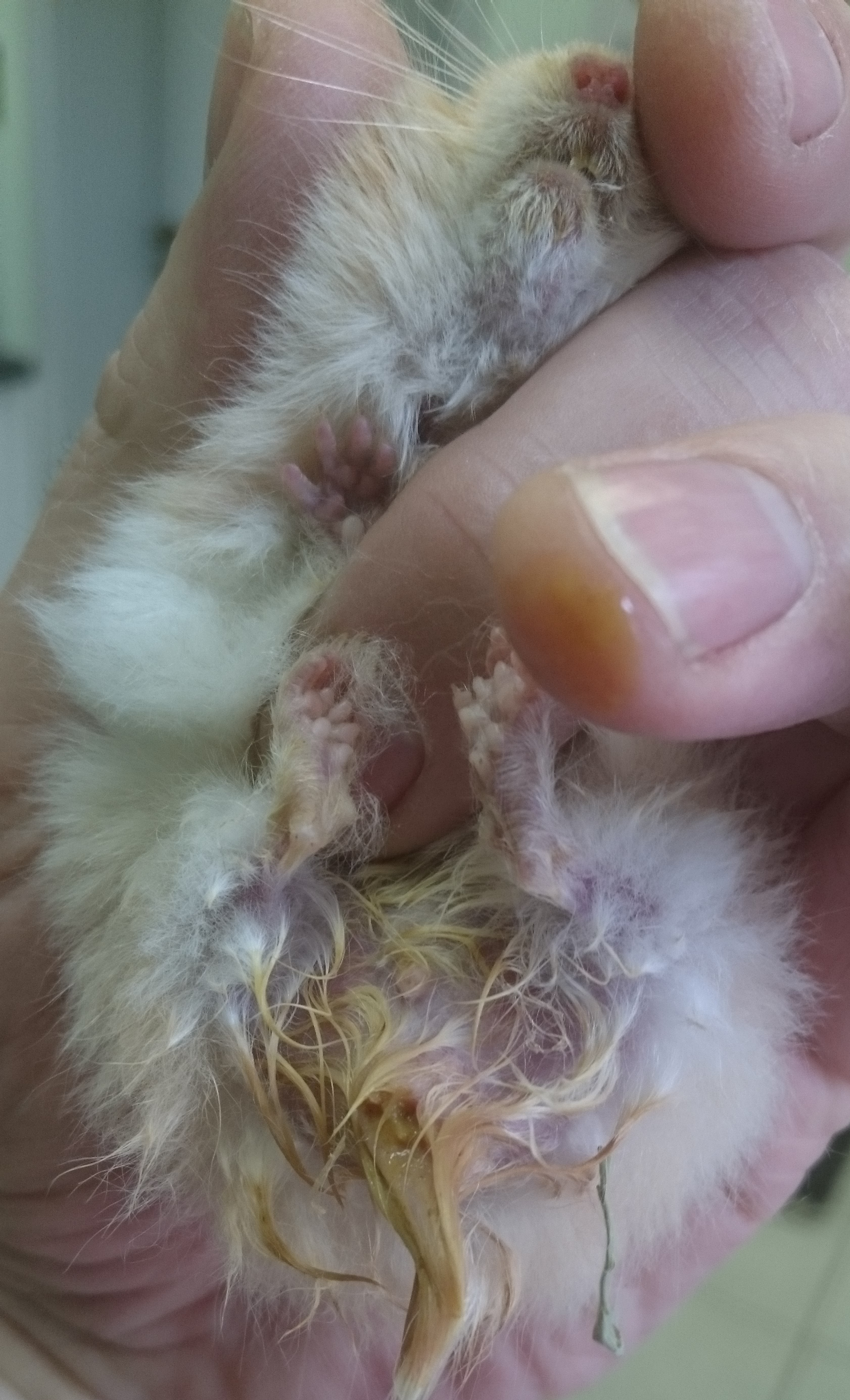
Wet-tail disease bei einem Zwerghamster

Die Wet-tail disease (engl. für Nassschwanzkrankheit) – Syn. Proliferative Ileitis (proliferative Hüftdarmentzündung) oder Transmissible Ileumhyperplasie (übertragbare Hüftdarmverdickung) – ist eine Durchfallerkrankung bei jungen Hamstern. Die Ursache der Erkrankung ist unbekannt, ein Infektionserreger wird vermutet. Zusätzliche Faktoren wie schlechte Hygiene und Fütterung sowie Stress spielen ebenfalls eine Rolle. Meist sind Hamster im Alter von drei bis acht Wochen betroffen.

## Klinisches Bild
In der akuten Form zeigen die Tiere Abgeschlagenheit, wässrigen Durchfall und Dehydratation. Sie endet meistens schon nach 48 Stunden tödlich. In der subakuten Form treten Durchfall, Gewichtsverlust und Wachstumsverzögerung sowie Austrocknung auf. Gelegentlich kann die Erkrankung zu einer Verlegung des Ileums, zu einer Darmeinstülpung oder einem Mastdarmvorfall führen.

## Behandlung
Bei einer früh einsetzenden Behandlung beträgt die Heilungsrate etwa 50 %. Der Flüssigkeitsverlust wird durch Gabe von Elektrolytlösungen aufgefangen. Zusätzlich werden Antibiotika wie Chloramphenicol, Enrofloxacin, Tetracyclin oder Erythromycin eingesetzt.